# Božići (miasto Prijedor)
Božići (cyr. Божићи) – wieś w Bośni i Hercegowinie, w Republice Serbskiej, w mieście Prijedor. W 2013 roku liczyła 93 mieszkańców.